# Người đàn bà trong tôi
Người đàn bà trong tôi (tựa gốc tiếng Anh: The Woman in Me) là cuốn hồi ký của nữ ca sĩ người Mỹ Britney Spears. Sách được xuất bản vào ngày 24 tháng 10 năm 2023 bởi Gallery Books, một ấn phẩm của Simon & Schuster. Cuốn sách được phát hành theo 26 ngôn ngữ. Michelle Williams là người tường thuật sách nói.
Người đàn bà trong tôi nhận được sự tán dương từ các nhà phê bình. Chỉ trong vòng một tuần kể từ khi phát hành tại Hoa Kỳ, sách đã trở thành cuốn sách bán chạy nhất của The New York Times với hơn 1,1 triệu bản ở mọi định dạng. Tính đến tháng 1 năm 2024, sách đã bán được hơn hai triệu bản tại Hoa Kỳ và ước tính có ba triệu bản được in trên toàn cầu. Một bộ phim chuyển thể do Jon M. Chu đạo diễn và Marc Platt sản xuất hiện đang được Universal Pictures thực hiện vào năm 2024.

## Giải thưởng và đề cử
| Năm  | Giải thưởng             | Hạng mục                            | Đề cử cho                         | Kết quả   |
| ---- | ----------------------- | ----------------------------------- | --------------------------------- | --------- |
| 2023 | Goodreads Choice Awards | Hồi ký và tự truyện xuất sắc nhất   | Hồi ký và tự truyện xuất sắc nhất | Đoạt giải |
| 2024 | Audie Awards            | Người kể chuyện phi hư cấu hay nhất | Michelle Williams                 | Đề cử     |
| 2024 | British Book Awards     | Sách của năm – Phi hư cấu: Tự sự    | Sách của năm – Phi hư cấu: Tự sự  | Đề cử     |
| 2024 | World of Wonder         | Sách hay nhất                       | Sách hay nhất                     | Đề cử     |

## Lịch sử xuất bản
- Gallery Books (2023): ISBN 9781668009048